# フューネラル・フォー・ア・フレンド
フューネラル・フォー・ア・フレンド（英: Funeral for a Friend）は、ウェールズで結成された5人組ポスト・ハードコアバンド。バンド名の由来はアメリカのバンド、Planes Mistaken for Starsの同名曲から。

## 略歴
2001年12月に解散したバンド、January Thirstのメンバーを中心に2002年1月に結成。2003年8月にファースト・アルバムのリリースを待たずして英ケラング!アウォーズにて新人賞を受賞した。音楽性はヘヴィメタルとハードコアの異なる攻撃性の融合を狙ったものだが、特殊な技能に頼らず、バンドメイト達がそれぞれの色を出し、一丸となって聴かせるスタイルが特徴。
2004年のBARKSでのインタビューでは「ファースト・アルバム『カジュアリー・ドレスド&ディープ・イン・カンヴァセーション』はあまり準備をせずに作ってしまった。だから次のアルバムに本来の自分達の姿を結集した」と語っている。そのセカンド・アルバム『アワーズ』収録曲「ヒストリー」は、南ウェールズの炭鉱閉鎖によるストライキ(1984 - 1985)を唄ったものである。
2007年5月にサード・アルバム『テイルズ・ドント・テル・ゼムセルヴズ』をリリース。「僕達は全く危険を冒していなかった。これまでとは異なる探求をしたかった」と語る通り、作曲の手法にマンネリを感じていたのもあってそれまでの激しさは影を潜め、メロディー、ボーカルを前面に押出した作風になっている。また、これは海難事故から家族の許へ戻ってきた漁師が辿った苦難をテーマにしたコンセプト・アルバムでもある。
その後、自主レーベルJoin Usを設立。本国以外での流通に関してアメリカとカナダではVictory Recordsと、それ以外の地域ではロードランナー・レコードと契約する。2008年10月に4枚目のアルバム『メモリー・アンド・ヒューマニティ』を発表。
2011年3月、アルバム『ウエルカム・ホーム・アルマゲドン』をリリース。デスボイスを多用するなどアグレッシブを前面に出した作風になっている。マット・デイヴィスは、「5枚目のアルバムは、俺達の歴史に新たなる 1ページを付け加えたのではなく、まっさらな新しい 1冊の本を書き始めたんだ」と語っている。
2015年9月14日、解散を発表。2016年2月から4月にかけて「Last Chance to Dance the Final Tour」と題したツアーを行った。
2019年、再結成コンサートを機に活動を再開。

## メンバー
- マット・デイヴィス (Matthew Davies Kreye、1979年10月14日 - ) - リードボーカル

主にメロディックボーカルを担当。前述の音楽性としては純朴でクセのない歌声が特徴。
January Thirst解散後にCarmen Pariahというバンドから当時のメンバーに招かれた。
バンドにはリーダーが存在せず、他のメンバーからいつも「お前が一番目立て」と背中を押されている。
カントリーミュージックにも精通しており、リアン・フランシス(Lianne Francis)等とThe Secret Showというバンドも結成している。
日本のアニメ、特に『AKIRA』のファン。ロック系ファンジンを手がけていた事もある。
- ライアン・リチャーズ (Ryan Richards、1980年1月16日 - ) - ドラム、ボーカル、キーボード

元ホンド・マクレーンのメンバー。ボーカル兼任のドラマーとしては珍しく主にデスヴォイスを担当。
現在はサイドプロジェクトであるGhostlinesというバンドでもドラム、打ち込みなどを担当している。
ブレット・フォー・マイ・ヴァレンタインのムース・トーマス(Dr)と仲が良い。
- クリス・ロバーツ (Kris Koombs Roberts、1981年5月18日 - ) - ギター、ボーカル

January Thirst以来のオリジナルメンバー。バンドには嘗て彼の兄弟であるKerry Robertsも参加していた。
使用機材はギブソン・SG、PRS・シングルカット、ニル等。
- ギャヴィン・バロウ (Gavin Burrough、1980年9月17日 - ) - ベース( - 2010)、ギター(2010 - )、ボーカル

ライアンと同じく元ホンド・マクレーンのメンバー。Ghostlinesでも行動を共にしている。
- リチャード・ブーシュ (Richard Boucher、1983年3月8日 - ) - ベース

ライアン、ギャヴィンと共に元ホンド・マクレーン、現Ghostlinesのメンバーという肩書を持つ。メンバー曰く「カレーとクダらないジョークが好き」。

### 旧メンバー
- ギャレス・デイヴィス (Gareth Ellis Davies、1980年9月17日 - ) - ベース、ボーカル

元ドーパミンのメンバー。姓は同じだがマットとは血縁関係はない。
2008年に結婚の影響でアメリカに在住しなければならなくなり、『メモリー＆ヒューマニティー』制作後に脱退。
脱退後もアメリカ公演等でバンドの様子を見に行く事がある。
- ダラン・スミス (Darran Smith、1975年9月18日 - ) - ギター

TripcageというバンドからKerryの後任という形でJanuary Thirstに加入したメンバー。
2010年夏のSonisphere Festivalを最後に脱退。
後に元ロストプロフェッツのマイク・チプリン(Dr)等が在籍するAccident Musicへの加入がアナウンスされた。

## ディスコグラフィ

### スタジオ・アルバム
- 『カジュアリー・ドレスド&ディープ・イン・カンヴァセーション』 - Casually Dressed & Deep in Conversation (2003年)
- 『アワーズ』 - Hours (2005年)
- 『テイルズ・ドント・テル・ゼムセルヴズ』 - Tales Don't Tell Themselves (2007年)
- 『メモリー・アンド・ヒューマニティ』 - Memory and Humanity (2008年)
- 『ウエルカム・ホーム・アルマゲドン』 - Welcome Home Armageddon (2011年)
- 『コンディット』 - Conduit (2013年)
- 『チャプター・アンド・ヴァース』 - Chapter and Verse (2015年)

### ライブ・アルバム
- Final Hours at Hammersmith (2006年)

### EP
- 『ビトゥイーン・オーダー・アンド・モデル』 - Between Order & Model (2002年)
- Four Ways to Scream You Name (2003年)
- Seven Ways to Scream You Name (2003年)
- The Young and Defenceless (2010年)
- See You All in Hell (2011年)
- Between Order and Model (Remastered) (2013年)

### コンピレーション・アルバム
- The Great Wide Open (2007年)

『テイルズ・ドント・テル・ゼムセルヴズ』収録曲「グレート・ワイド・オープン」と既出の曲のライブ・バージョンのコンピレーション。
- 『ユア・ヒストリー・イズ・マイン』 - Your History Is Mine (2009年)

シングルを中心としたこれまでの代表曲と「Wrench」等の未発表曲を収録。

### シングル
- "Juneau" (2003年)
- "She Drove Me to Daytime Television"/"Bullet Theory" (2003年)
- "Escape Artists Never Die" (2004年)
- "Streetcar" (2005年)
- "Monsters" (2005年)
- "History" (2005年)
- "Roses for the Dead" (2006年)
- "Into Oblivion (Reunion)" (2007年)
- "Walk Away" (2007年)
- "Waterfront Dance Club"/"Beneath the Burning Tree" (2008年)
- "Kicking and Screaming" (2008年)
- "Rules and Games" (2009年)
- "Wrench" (2009年)
- "Front Row Seats to the End of the World" (2011年)
- "Sixteen" (2011年)
- "Best Friends and Hospital Beds" (2012年)
- "The Distance" (2013年)
- "Nails" (2013年)
- "You've Got a Bad Case of the Religions" (2014年)
- "1%" (2014年)
- "Pencil Pusher" (2015年)

### DVD
- Splling Blood in 8mm (2004年)

### その他
- Mettalica's Master of Puppets Revisiterd:20th Anniversary Tribute Kerrang! Presents "Remastered"

『ケラング!』誌、2006年4月号付属のメタリカのトリビュートCDで「ダメージ・インク」をカヴァー。
- 『バック・トゥ・ザ・バス：フューネラル・フォー・ア・フレンド編』 - Back to the Bus (2007年)

メンバー達がツアーバス中で聴く音楽を収録。